# Andrew Petersen
Andrew Petersen (Eindhoven, 29 oktober 1987) is een Nederlands voetballer die doorgaans als verdediger speelt.

## Loopbaan
Petersen speelde voor de Eindhovense amateurclub LEW voordat hij bij FC Eindhoven terechtkwam. De verdediger maakte daar zijn debuut in het betaald voetbal op 23 oktober 2006 tegen Stormvogels Telstar.
Twee jaar later maakte Petersen de overstap naar België en ging hij spelen bij Dessel Sport. In 2015 ging hij naar Cappellen en in 2017 naar Lille.

## Statistieken
| Seizoen | Club         | Wedstrijden | Doelpunten | Competitie         |
| ------- | ------------ | ----------- | ---------- | ------------------ |
| 2006/07 | FC Eindhoven | 3           | 0          | Eerste divisie     |
| 2007/08 | FC Eindhoven | 11          | 0          | Eerste divisie     |
| 2008/09 | FC Eindhoven | 15          | 0          | Eerste divisie     |
| 2008/09 | Dessel Sport | 11          | 0          | 3e Divisie B       |
| 2009/10 | GBA          | ?           | ?          | Jupiler Pro League |
| 2010/11 | Dessel Sport | 13          | 0          | 3e Divisie A       |
| 2011/12 | Dessel Sport | ?           | ?          | 3e Divisie A       |
| 2012/13 | Dessel Sport | 11          | 0          | Tweede Klasse      |
| 2013/14 | Dessel Sport | 8           | 0          | Tweede Klasse      |